# دیو و دلبر (فیلم ۱۹۷۷)
دیو و دلبر (ایتالیایی: La bella e la bestia) یک فیلم درام اِروتیک چند قسمتی ایتالیایی است که در سال ۱۹۷۷ منتشر شد.

## گزیدهٔ بازیگران
- لیسبت هومل
- رابرت هاندار
- فیلیپ ارسن
- بریگیته پترونیو
- آنا ماریا بوتینی
- فرانکا گونلا